# Лімфоцитопенія
Лімфоцитопенія або лімфопенія — стан аномально низької кількості лімфоцитів у периферичній крові. 

Лімфоцити — це клітини крові з важливими функціями в імунній системі. Лімфоцитопенія може бути ізольованою, але частіше зустрічається як один з компонентів панцитопенії, коли знижується кількість усіх клітин крові.
Лімфоцити складають 20-40 % загальної кількості лейкоцитів. Серед лімфоцитів 65-80 % складають Т-клітини, 8-15 % — B-клітини, близько 10 % — NK-клітини (натуральні кілери). У крові міститься лише 2 % наявних в організмі людини лімфоцитів, решта — в лімфоїдних органах (кістковий мозок, селезінка, лімфатичні вузли, Пеєрові бляшки кишечнику).

## Класифікація
У деяких випадках лімфоцитопенія може бути додатково класифікована відповідно до дефіциту певного типу лімфоцитів. Якщо ж наявний дефіцит усіх трьох типів лімфоцитів, то термін застосовується без додаткових уточнень.
- При Т-лімфоцитопенії є дефіцит Т-лімфоцитів, але кількість інших лімфоцитів в межах норми. Як правило, дефіцит Т-лімфоцитів зумовлений ВІЛ-інфекцією (яка зрештою призводить до СНІДу), але може також бути проявом ідіопатичної CD4+ лімфоцитопенії — дуже рідкісного гетерогенного розладу, при якому кількість CD4+ Т-клітин нижче 300 клітин/мкл при відсутності явної причини імунного дефіциту (наприклад, внаслідок ВІЛ-інфекції або хіміотерапії).
- При В-лімфоцитопенії наявний дефіцит В-лімфоцитів, але нормальна кількість інших лімфоцитів. Цей стан спричинює гуморальний імунний дефіцит. Зазвичай, B-лімфоцитопенія спричинюється ліками-імуносупресантами.
- При NK-лімфоцитопенії наявний дефіцит клітин природних кілерів (NK), але в нормі кількість інших лімфоцитів. Зустрічається дуже рідко (казуїстика).

## Етіологія
Найпоширенішою причиною тимчасової лімфоцитопенії є недавно перенесена вірусна інфекція — звичайна ГРВІ.
Лімфоцитопенія може бути пов'язана з ВІЛ-інфекцією та іншими хронічними вірусними, бактеріальними та грибковими інфекціями, недоїданням, системним червоним вовчаком, важким стресом, інтенсивним та/або тривалим фізичним навантаженням, ревматоїдним артритом, саркоїдозом.
Ятрогенна (викликана медичними втручаннями) лімфоцитопенія може розвинутися при застосуванні кортикостероїдів, імуносупресантів, цитостатиків та інших протипухлинних препаратів. Лімфоцитопенія є досить частим тимчасовим побічним ефектом хіміотерапії цитотоксичними препаратами або імуносупресантами.
Деякі злоякісні новоутворення, які уражують кістковий мозок (лейкемія або хвороба Ходжкіна), також викликають лімфоцитопенію.
Причиною лімфоцитопенії може бути інфікування вірусом грипу А (різних підтипів).
Великі дози іонізуючого випромінювання (пов'язані з ядерними аваріями або опромінювання всього тіла з медичною метою) також можуть спричинити лімфоцитопенію.

## Діагностика
Лімфоцитопенія діагностується, коли у розгорнутому аналізі клітинного складу крові кількість лімфоцитів нижче вікової норми. Для дорослих нижня межа норми вмісту лімфоцитів складає 1  Г/л (1,0х109/л).

## Лікування
Специфічних методів лікування лімфоцитопенії не існує. При діагностуванні лімфоцитопенії зусилля повинні бути спрямовані на виявлення та (за можливості) усунення її етіологічного чиннику.